# ポラリスサマースプリント
ポラリスサマースプリントは、ホッカイドウ競馬・門別競馬場ダート1200mで施行される地方競馬の重賞競走である。格付けはH3。

## 概要
2024年度に、古馬の短距離路線の充実を図る目的で新設された重賞競走である。創設時の格付けはH3。
第1回の出走資格はサラブレッド系3歳以上で、施行距離はダート1200m、1着賞金は500万円である。
第1回よりホッカイドウ競馬のシリーズ「カウントアップチャレンジ」のカウントアップSの対象競走となっている。

### 条件・賞金等（2025年）
条件
サラブレッド系3歳以上、ホッカイドウ所属
負担重量
別定。3歳54kg、4歳以上57kg（牝馬2kg減）。
賞金額
1着500万円、2着140万円、3着105万円、4着70万円、5着35万円。

### スタリオンシリーズ
創設時からスタリオンシリーズに指定されている。各年の対象種牡馬と付与対象は以下の通り。
| 年            | 種牡馬           | 付与対象者 |
| ------------- | ---------------- | ---------- |
| 2024年-2025年 | シャンハイボビー | 生産牧場   |

## 歴代優勝馬
| 回次  | 施行日        | 優勝馬             | 性齢 | 所属   | タイム | 優勝騎手 | 管理調教師 | 馬主     |
| ----- | ------------- | ------------------ | ---- | ------ | ------ | -------- | ---------- | -------- |
| 第1回 | 2024年7月17日 | スペシャルエックス | 牡4  | 北海道 | 1:12.7 | 岩橋勇二 | 田中淳司   | 定蛇邦宏 |
| 第2回 | 2025年7月31日 | デステージョ       | 牡5  | 北海道 | 1:12.6 | 渡邊竜也 | 小国博行   | 西森鶴   |

### 各回競走結果の出典
- ポラリスサマースプリント 歴代優勝馬 - 地方競馬全国協会
- JBISサーチ
  - 2024年、2025年